# Kitelandboarding

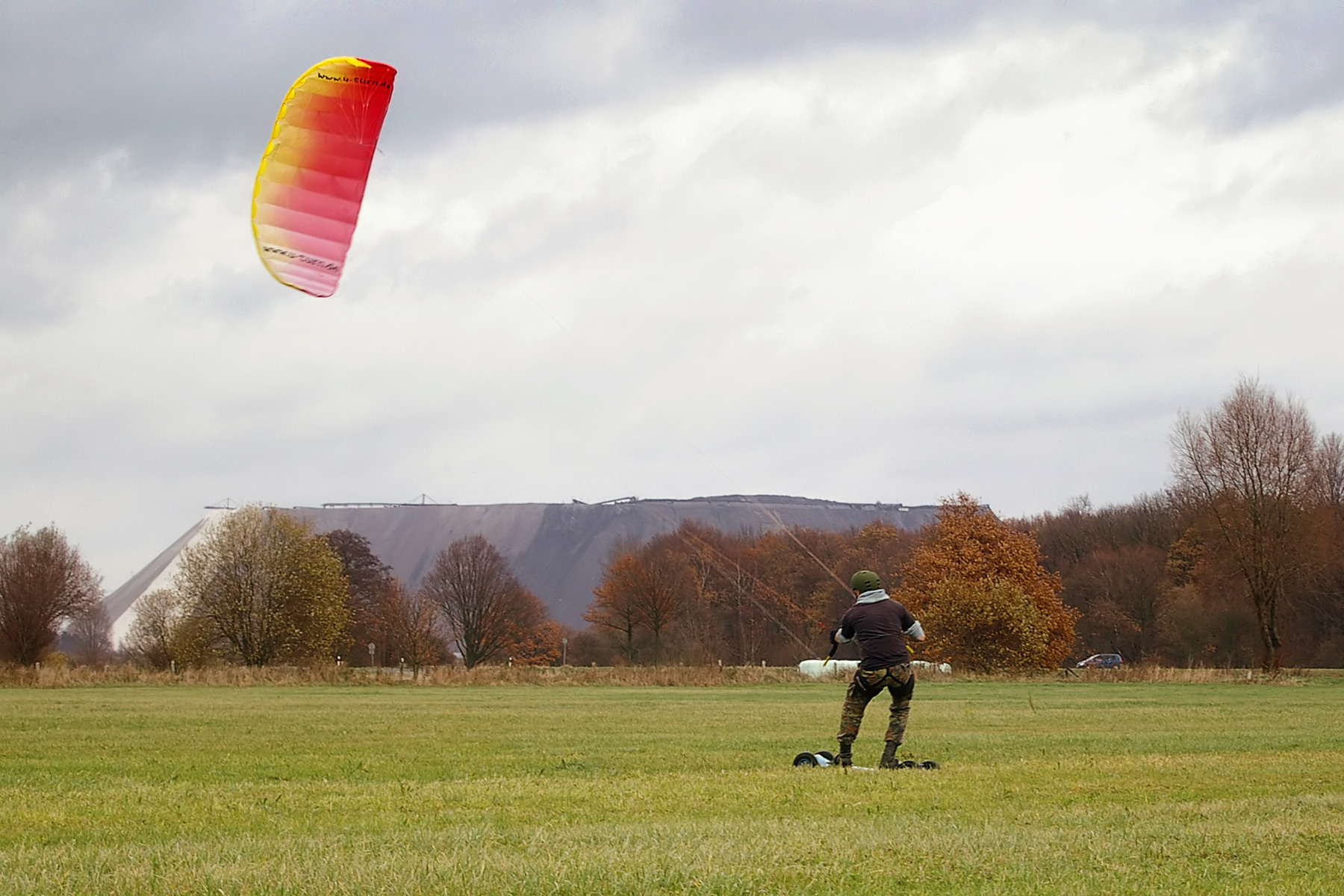
Kitelandboarding im Binnenland

Kite Landboarding (KLB) ist eine Extremsportart, die im Prinzip dem Kitesurfing und Snowkiting sehr ähnelt. Im Gegensatz zu den beiden genannten Sportarten wird Kitelandboarding jedoch an Land auf festem Untergrund durchgeführt, wobei man sich auf einem Allterrainboard von einer Lenkmatte ziehen lässt.  

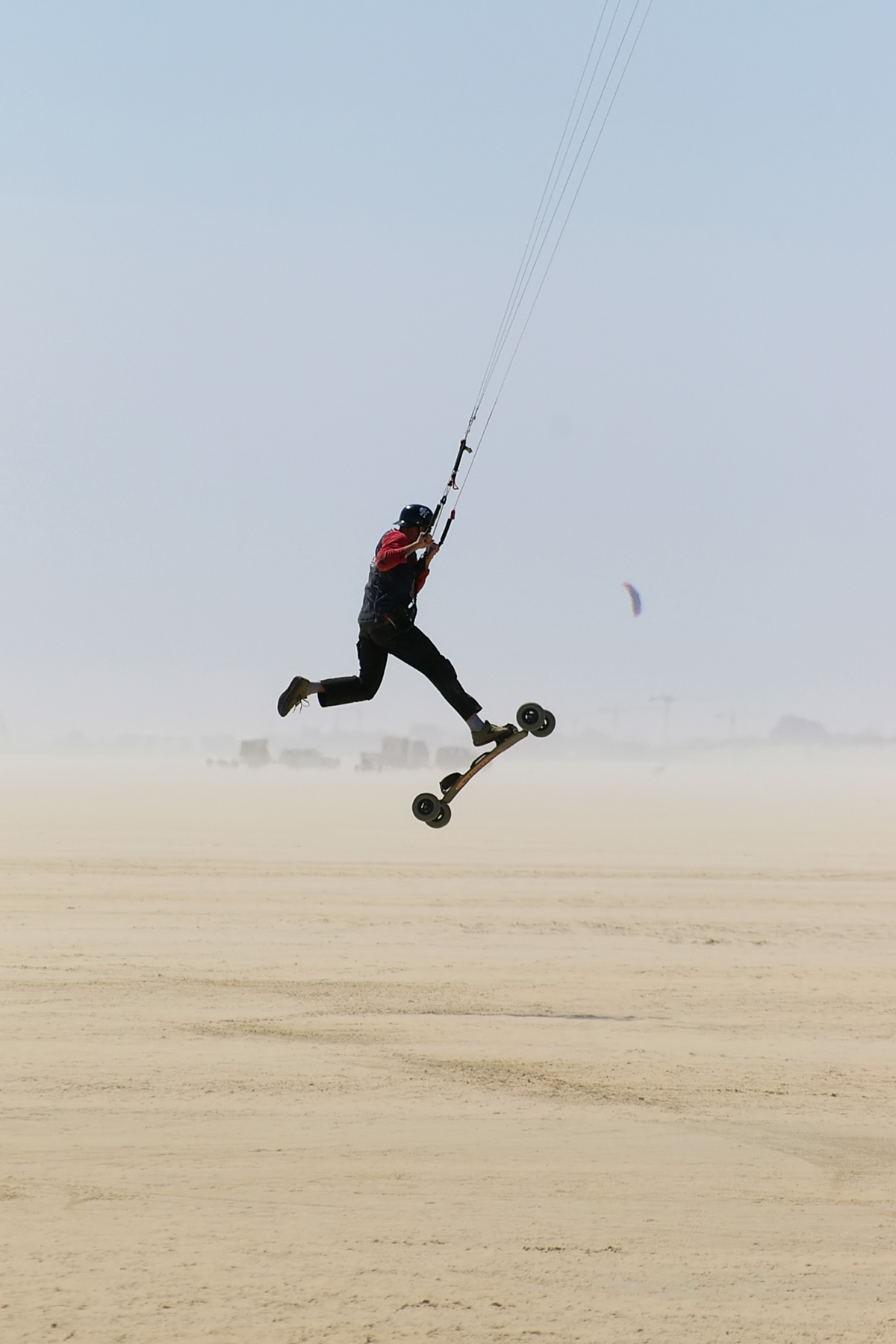
Kitelandboarding auf Römö

Ein Allterrainboard ist ein übergroßes Skateboard mit entsprechend großen, luftgefüllten Rädern, die es dem Fahrer ermöglichen, auch auf Wiesen, Schotterplätzen und Feldern mit kleineren Unebenheiten zu fahren. Halt finden die Füße in sogenannten Bindungen.
Lenkmatten (auch Traction-Kites genannt) sind stablose Drachen mit Flügelprofil, welche bei entsprechender Größe und Wind einen enormen Druck aufbauen, und damit sowohl das Erreichen von hohen Geschwindigkeiten, als auch meterhohe und -weite Sprünge möglich machen. Dabei unterscheidet man zwischen Handlematten mit fester Waage und Depower-Kites mit beweglicher Waage.
Da man bei Letzteren durch Verschieben der Bar (Lenkstange) den Anstellwinkel und somit auch die Zugkraft verändern kann, werden sie gerne zum KLB genutzt, da Böen gut ausgeglichen werden können. Zudem besitzen Depower-Kites ein Sicherheitssystem, das es dem Fahrer erlaubt, sich jederzeit vom Drachen zu trennen. Einmal ausgelöst, trennt sich die Bar vom Trapez des Fahrers und der Kite fällt drucklos an einer sogenannten Safety-Frontline zu Boden, was dem Verletzungsrisiko entgegenwirkt. Die Größe von Depower-Kites kann bis zu 21 m² betragen. Somit sind Depower-Kites bestens für Leichtwinde geeignet.
Ein ideales Gelände zum KLB ist eine große, leere Fläche ohne Hindernisse wie etwa Bauwerke, Bäume, oder auch Spaziergänger oder Hunde. Große, festsandige Strände sind am besten geeignet, da der Untergrund sehr eben ist, und die Windbedingungen durch den nahezu konstanten Wind ideal sind. Auf solchen Untergründen können Geschwindigkeiten von bis zu 50 km/h und mehr erreicht werden.
Im Binnenland werden vorwiegend gemähte Wiesen zum Fahren genutzt, die einen deutlich größeren Rollwiderstand besitzen, als fester Sand. Zusammen mit den meist böigen Windverhältnissen im Binnenland gestaltet sich daher sowohl das Erlernen der Sportart, als auch das Fahren selbst merklich schwieriger als an der Küste.